# Bezimenne, Snihurivka
Bezimenne (în ucraineană Безіменне) este un sat în comuna Tamarîne din raionul Snihurivka, regiunea Mîkolaiiv, Ucraina.

## Demografie
Componența lingvistică a localității Bezimenne
     Ucraineană (98,88%)
     Rusă (1,12%)
Conform recensământului din 2001, majoritatea populației localității Bezimenne era vorbitoare de ucraineană (98,88%), existând în minoritate și vorbitori de rusă (1,12%).